# Ptiloglossa guinnae
Ptiloglossa guinnae là một loài Hymenoptera trong họ Colletidae. Loài này được Roberts mô tả khoa học năm 1971.